# مارك أمين
مارك أمين (بالإنجليزية: Mark Amin)‏ هو منتج أفلام أمريكي، ولد في 1950 في رفسنجان في إيران.

## وصلات خارجية
- مارك أمين على موقع IMDb (الإنجليزية)
- مارك أمين على موقع قاعدة بيانات الفيلم (الإنجليزية)